# Федышин, Николай Иванович
Никола́й Ива́нович Феды́шин (2 мая 1928, Вологда — 16 апреля 2005, Вологда) — русский реставратор иконописи. Член Союза художников России.

## Биография
Отец — один из основоположников научной реставрации иконописи И. В. Федышин. В 1943 году, во время Великой Отечественной войны, Николай поступил на работу в Вологодский государственный объединённый музей. В 1944 году Николая взял в ученики старинный друг отца ещё с дореволюционной поры, потомственный иконописец и реставратор А. И. Брягин.
В 1950-х годах Н. И. Федышин успешно стажировался в ведущих реставрационных учреждениях страны — ВХНРЦ им. Академика И. Э. Грабаря и ВНИИ реставрации и в 1968 году получил звание реставратора высшей квалификации. Имел допуск к работе над уникальными памятниками национального искусства.
Два сына, Иван и Николай, а также внучка Анастасия, стали художниками-реставраторами.

## Заслуги
Реставратор, историк, краевед, Николай Иванович Федышин вернул к жизни более ста крупнейших вологодских икон. Первая серьёзная работа — раскрытие уникальных орнаментальных росписей Экономского корпуса (памятник XVII века) Вологодского кремля. Ему принадлежит открытие, касающееся знаменитых фресок Дионисия в соборе Рождества Богородицы в Ферапонтовом монастыре: Н. И. Федышин установил, что все росписи сделаны за 34 дня, а не за несколько лет, как предполагали ранее. Николай Иванович был реставратором высшей квалификации. За свою жизнь отреставрировал более ста памятников темперной живописи. Принимал участие в раскрытии росписей в Софийском соборе и церкви Иоанна Предтечи в Рощенье в Вологде.

## Работы
Неполный перечень опубликованных работ (многие не были изданы):
- «Переписная дозорная книга дворцовых земель Вологодского уезда 1589—1590 гг.»
- Статья «Летопись города Вологды 1147—1962 гг.» (сб. «Вологда», 1963)
- Материалы по истории Европейского Севера СССР «Северный археологический сборник» (Вып. 2, Вологда, 1972)
- «Древнерусская живопись. Новые открытия», каталог персональной выставки Н. И. Федышина (Вологда, 1977)
- «Виды русских городов XVII—XIX веков» (М., «Советский художник», 1987)
- Атрибуция вологодской иконы «Илья Пророк в пустыне» 1690 г. из Третьяковской галереи, «Возрождённые шедевры Русского Севера» (М., «Галарт», 1998)

## Награды
Награждён государственными наградами:
- Орден Трудового Красного Знамени (1 ноября 1990 года)[3]
- Медаль «За трудовое отличие»